# つるせんねん
つるせんねんは、松竹芸能に所属していたお笑いコンビ。主に漫才を行っていた。2008年5月末で解散。

## メンバー
- 島原啓（しまはら けい、1978年11月9日 - ）

ボケ担当。大阪府出身、血液型A型。大阪経済法科大学出身。
- 西口宣夫（にしぐち のぶお、1975年7月1日- ）

ツッコミ担当。大阪府出身、血液型A型。
芸人になる前（20歳から26歳まで）は、岸和田市役所の下水道部に勤務していた。
解散後は男女コンビ『自由気まま』を経て、ピン芸人『のぶお休みなし』として活動。

## 概要
- つかみに島原が西口の顔の色をいじる。
- 島原は、天然もろこしの関根、ヒカリゴケの片山が働く漫画喫茶の店長をしている。
- ヒカリゴケ、ピーマンズスタンダード、鳳仙花、恋愛小説家、プリンセス金魚の6組で行っていたライブ「チックタック 〜出よ!ヤーングショウチク〜」の企画で、2007年10月11日から、毎日午前7時30分頃から9時頃まで、淀川の河川敷でちゃぶ台をひっくり返していた（この模様は『きらきらアフロ』（テレビ大阪・テレビ東京系）でも取り上げられた[2]）。コンビ解散後も、西口が単独で「待ち続ける妻」として続け、満一年となる2008年10月10日に達成。その最終日は、安田大サーカス団長、ピーマンズスタンダード、プリンセス金魚、恋愛小説家、代走みつくに、かみじょうたけしと一緒に迎えた[3]。
- 2008年第38回NHK上方漫才コンテスト決勝進出。
- 2008年3月30日にB1角座に初の単独ライブ『黒びかり記念日』を行った。
- 2008年5月末の解散後は、西口のみ松竹芸能に残り、ピン芸人として活動後[4]、元「J&M」の稲村ジェーンと「自由気まま」を結成。第10回新人お笑い尼崎大賞 大賞を受賞。

## 出演

### ライブ
- ツーステ（ブチネコとの合同･2005年、左ミドル･2回）
- チックタック 〜出よ!ヤーングショウチク〜
- 単独ライブ『黒びかり記念日』（2008年3月30日）
- 昼寄席(不定期)
他

### 番組
- わらいのちから（ケーブルウエスト）
- つるせんねんのカウンターパンチ （FMハイホー）
- 水着でカシャ （サンテレビジョン）
- なすなかにしのめっさGO!（四国放送ラジオ）
- 徳島発 めっさ お笑い争奪戦! （『中四国ライブネット』2005年11月12日、四国放送制作）
- 森脇健児の遊・わ〜く・ウィークリー（ラジオ関西）- 2006年8月30日
- きらきらアフロ（テレビ大阪・テレビ東京系）- 2007年11月2日、同年11月9日 他。2009年5月26日は西口のみ出演